# 志波村
志波村（しわむら）は、福岡県朝倉郡にあった村。現在の朝倉市の一部。

## 地理
筑後川の中流右岸に位置していた。
- 河川：北川[1]

## 歴史

### 沿革
- 1889年（明治22年）4月1日 - 町村制の施行により、上座郡志波村が単独で村制施行し、志波村が発足[1][2]。大字は編成しなかった[1]。
- 1896年（明治29年）4月1日 - 郡の統合により朝倉郡に所属[1][3]。
- 1951年（昭和26年）4月1日 - 朝倉郡杷木町、松末村、久喜宮村と合併し、杷木町が存続して廃止された[1][2]

### 地名の由来
斯波氏経が菊池武光に敗れてこの地に蟄居したとの逸話による。

## 産業
主要産業は米、小麦、タバコなどを主とする農業。富有柿の生産地。

### 煙草
- 1897年（明治30年）- 志波葉煙草一等専売所設置[1]
- 1899年（明治32年）- 志波専売支局設置[1]
- 1905年（明治38年）- 熊本専売支局出張所設置[1]